# 腓特烈斯塔尔
腓特烈斯塔尔（德語：Friedrichsthal，發音：[ˈfʁiːdʁɪçsˌtaːl] ⓘ）是德国萨尔兰州萨尔布吕肯地区联合体的城市，总面积9.07平方千米，2023年12月31日总人口为9,887人。